# Я (буква древнепермского алфавита)
Я (𐍴, коми я) — дополнительная буква древнепермского алфавита, использовавшегося для записи языка коми и в качестве тайнописи старорусского языка.

## Использование
Буква 𐍴 использовалась в значении кириллической буквы ꙗ. 𐍴 соответствует кириллической букве А а (после мягких согласных) в алфавите Молодцова и букве Я я в современном алфавите. В русских тайнописных текстах также соответствует ꙗ.

## Порядковый номер в алфавите
В списках древнепермского алфавита буква 𐍴 отсутствует. В. И. Лыткин относит 𐍴 к дополнительным буквам, использующимся преимущественно в русских заимствованиях, и условно помещает её в конец алфавита, на тридцать четвёртую позицию (вместе с юсом).

## Название
В. И. Лыткин условно называет эту букву я по аналогии с кириллической, объединяя её под этим названием с юсом. В Юникоде я называется англ. ya, а юс — англ. ia.

## Начертание
Буква образована как лигатура иа (𐍙𐍐) по аналогии с кириллической буквой ꙗ.

## Кодировка
Буква была закодирована в блоке Юникода «Древнепермское письмо» (англ. Old Permic) в версии 7.0, вышедшей 16 июня 2014 года, под кодом U+10374.